# Mitsunori Yabuta
Mitsunori Yabuta (jap. 藪田 光教 Yabuta Mitsunori; ur. 2 maja 1976) – japoński piłkarz.

## Kariera klubowa
Od 1995 do 2008 roku występował w klubach Verdy Kawasaki, Yokohama FC, Vissel Kobe, Avispa Fukuoka i FC Gifu.

## Kariera reprezentacyjna
W 1995 roku Mitsunori Yabuta zagrał na Mistrzostwach Świata U-20.